# Martín Marculeta
Martín Marculeta Barbería (ur. 24 września 1907 w San Sebastián, zm. 19 listopada 1984 tamże) – hiszpański piłkarz, reprezentant kraju, trener. Podczas swojej kariery grał dla Real Sociedad i Atlético Madryt. Wystąpił na letnich igrzyskach olimpijskich 1928 roku, a także na MŚ 1934.